# نيغريتا شاحب الجبهة
النيغريتا شاحب الجبهة (الاسم العلمي: Nigrita luteifrons) نوع من الطيور الصغيرة من جنس النيغريتا فصيلة شمعية المنقار.